# Плюсогодовщина
«Симпсоны в Плюсогодовщину» (англ. The Simpsons in Plusaversary), или просто «Плюсогодовщина» (англ. Plusaversary) — американский анимационный короткометражный фильм, основанный на мультсериале «Симпсоны» производства Gracie Films и 20th Television Animation, вышедший в 2-й годовщину стримингового сервиса Disney+ в 2021 году. Это пятый короткометражный фильм во франшизе «Симпсоны» и третий рекламный короткометражный фильм, выпущенный для Disney+. Короткометражка была снята Дэвидом Силверманом, премьера состоялась 12 ноября 2021 года — День Disney+. В короткометражном фильме в таверне Мо проходит вечеринка Disney+, и приглашены все, кроме Гомера.

## Сюжет
Несколько персонажей Disney, Pixar, Marvel, Звёздных войн и Симпсоны выстроились в очередь, чтобы войти в таверну Мо, где Малефисента проверяет список гостей, чтобы войти, а Гомер жалуется, что его нет в списке. Однако, когда появляется Гуфи, он заставляет его быть его +1.
В таверне Дарт Вейдер пьёт пиво, Доктор Стрэндж играет в бильярд вместе с Карлом и Ленни, Гомер и Гуфи пьют пиво, Эльза создаёт немного льда в ведре, которое метла из «Фантазии» наполняет пивом, в то время как Базз Лайтер и Мандалорец проводят соревнование по армрестлингу, которое Базз проигрывает, а Мо думает, что Дональд Дак задыхается, поэтому Барни пытается сделать на нём приём Гемлиха.
За столом Гомер и Гуфи обсуждают, в то время как Весельчак жалуется, как вечеринка воняет, прежде чем пожаловаться на Ворчуна, и их разделяет Лиза, которая приходит в таверну, чтобы забрать Гомера, который получает пиво от BB-8. Затем Лиза подбадривает место песней о Disney+.
После песни над дверью появляется тень Микки Мауса, радуя всех, что прибывает босс, но вместо этого появляется Барт, одетый как Микки, говоря им вернуться к работе и таща Гуфи, в то время как Барни тащит Гомера в другую сторону.

## Роли озвучивали
- Дэн Кастелланета — Гомер Симпсон, Дональд Дак, Барни Гамбл, Сайдшоу Мел, Весельчак, Ворчун и Винни-Пух
- Нэнси Картрайт — Барт Симпсон и Мэгги Симпсон
- Ярдли Смит — Лиза Симпсон
- Хэнк Азариа — Мо Сизлак, Гуфи, Горацио Маккаллистер и Базз Лайтер
- Тресс Макнилл — Малефисента

### Камео
Также много персонажей Disney без слов.
Появляются персонажи Disney: Бэймакс, Чудовище, Метла, Кобра Баблс, Золушка, Хей-Хей, Кларабель Кау, Фердинанд, сверчок Джимини, Стервелла Де Виль, Эльза, Гастон, Аид, Пиноккио, Капитан Крюк, Джафар, Леди, Мауи, Маугли, Мулан, Олаф, Ральф, Шрам, Себастьян, Белоснежка, Тиана, Динь-Динь, Бродяга, Белый кролик и 101 далматинец.
Человек-муравей, Локи и Доктор Стрэндж появляются из «кинематографической вселенной Marvel». Также появляются персонажи Pixar Бао, Джо Гарднер, Хэмм, Джесси, Мигель Ривера, Салли, ВАЛЛ-И и Вуди. Также появляются персонажи «Звёздных войн»: BB-8, Лэндо Калриссиан, Дарт Вейдер, Мандалорец, Макс Ребо, Асока Тано и несколько штурмовиков.

## Реакция
Рис Найт из CinemaBlend поставил «Симпсонов в Плюсогодовщину» на первое место в своём списке лучших короткометражных фильмах «Симпсонов» Disney+, заявив, что ему удаётся быть лучшим короткометражным фильмом франшизы, похвалил юмор и гэги и похвалил фильм за сатиру Disney и её персонажей. Майк Селестино из LaughingPlace.com дал положительный отзыв, написав: «Клан Симпсонов является частью семьи Disney уже около двух с половиной лет, и приятно видеть, что силы, которые есть в Мышином доме, позволяют им сбежать с такими знакомыми персонажами, как эти. И как франшиза, «Симпсоны» стали чем-то вроде штатного придворного шута для The Walt Disney Company, нанося свои простые в то же время взятые на такие ценные объекты, как Marvel и «Звёздные войны».
Джон Шварц из Bubbleblabber дал фильму 5 звёзд из 10, заявив: «Лично я думаю, что «Гриффины» и «Южный Парк» на протяжении многих лет победили «Симпсонов» до этого удара в ряде разных и гораздо более смешных случаев. В то время как другие короткометражки лучше показали влияние сценаристов «Симпсонов» на персонажей Disney, этот казался самым неуправляемым, потому что, как мы знаем, Disney редко понимает комедию».
Люк Сэвидж из Jacobin написал негативный отзыв, в котором он объяснил короткометражку ландшафтом средств массовой информации, в котором небольшое количество конгломератов контролировало большинство контента. Он не одобрил то, что Лиза Симпсон спела песню, одобряющую Disney+. Джереми Браун из What’sOnDisneyPlus.com дал 1,5 звезды из 5, написав, что «Это, кажется, не имеет никакой реальной цели, кроме как попытаться засунуть как можно больше персонажей в одну шестиминутную короткометражку […] в целом это просто немного глупо. Такое ощущение, что Disney похлопает себя по спине за предоставление услуги, но нет никаких реальных причин для этого». Джейми Сильвестр из Inside the Magic.com был обеспокоен изображением Гуфи в качестве пьяницы, жалующейся на свою работу, и был благодарен за то, что короткометражный фильм не продавался детям.